# Peter Hansborough Bell
Peter Hansborough Bell, född 12 maj 1812 i Spotsylvania County, Virginia, död 8 mars 1898 i Littleton, North Carolina, var en amerikansk demokratisk politiker. Han var guvernör i delstaten Texas 1849–1853 och representerade Texas andra distrikt i USA:s representanthus 1853–1857.
Bell växte upp i Virginia och flyttade 1836 till Texas för att kämpa för Republiken Texas självständighet. Efter krigstjänsten, inte minst i slaget vid San Jacinto, belönade republiken honom med markområden. Under den självständiga republiken tjänstgjorde han i Texas Rangers och efter att Texas gick med i USA deltog han sedan i mexikansk-amerikanska kriget och befordrades till överstelöjtnant.
Bell efterträdde 1849 George Tyler Wood som guvernör i Texas. År 1853 avgick han för att tillträda som ledamot av USA:s representanthus. Bell efterträddes 1857 som kongressledamot av Guy M. Bryan. Efter sin tid i representanthuset flyttade Bell till North Carolina och dog där år 1898. Hans gravplats flyttades 1930 från North Carolina till Texas State Cemetery i Austin. Bell County, Texas har fått sitt namn efter Peter Hansborough Bell.